# Conrad Moench
Conrad Moench (Kassel, 15 agosto 1744 – Marburgo, 6 gennaio 1805) è stato un botanico, farmacista, chimico e naturalista tedesco, professore di Botanica nell'Università di Marburg dal 1786 fino alla sua morte.

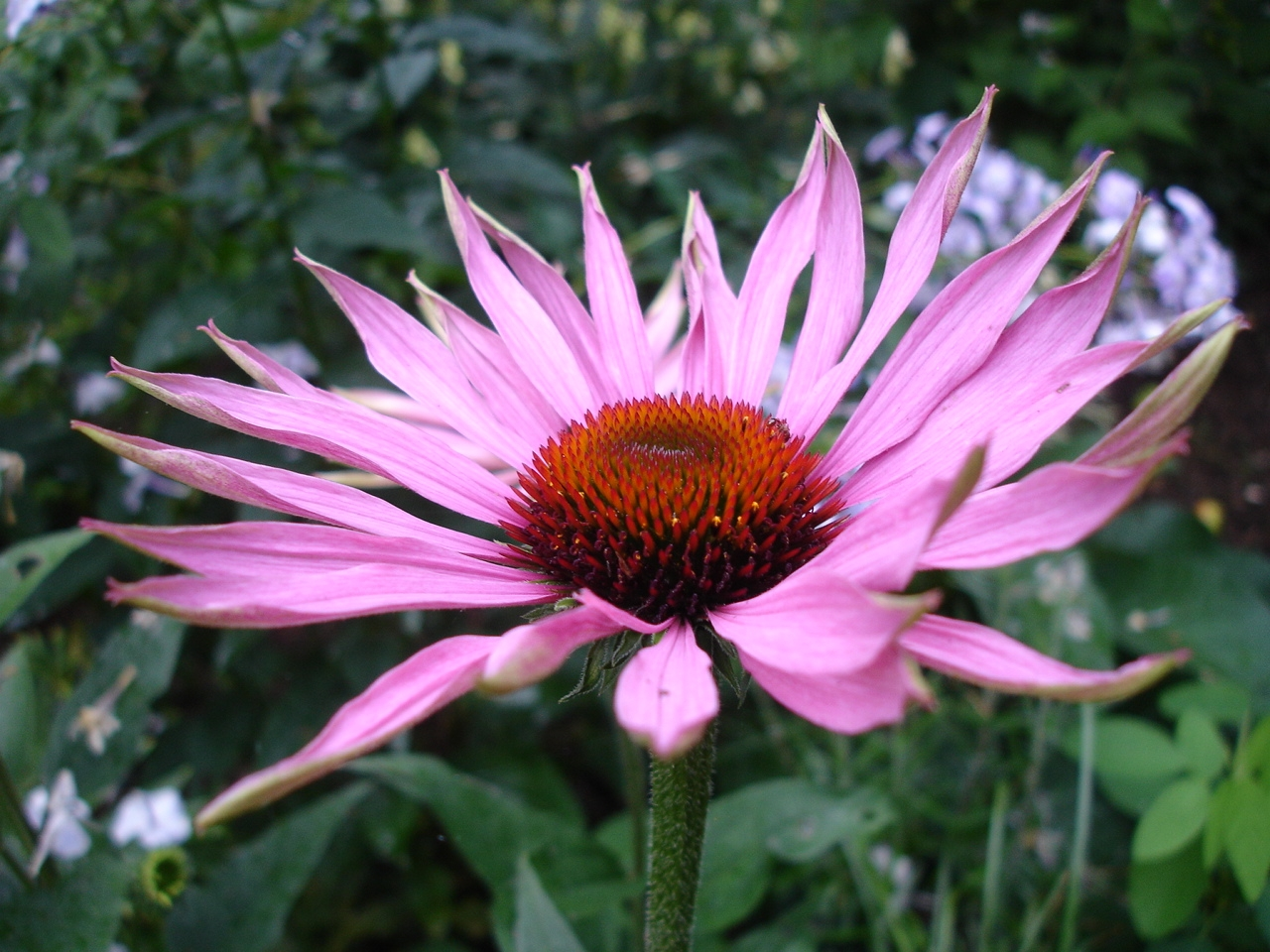
Echinacea purpurea, Moench; autore di Echinaceae.

L'abbreviatura Moench. o Mönch, posta spesso a seguire delle indicazioni di nomenclatura binomiale nei cataloghi di specie, identifica il cognome dello scienziato.

## Biografia
Moench scrisse Methodus Plantas horti botanici et agri Marburgensis nel 1794, dove faceva un resoconto delle piante che si trovavano nei campi e nei giardini di Marburg.
Nel 1802 Moench citò la pianta Gillenia trifoliata in un supplemento della flora locale della città di Marburg, Austria. Nominò anche il Genere genere delle Echinaceae, sul finale del XIX secolo.

## Opere
- Supplementum Ad Methodum A Staminum Situ Describendi. Marburg 1802
- Arzneymittellehre der einfachen und zusammengesetzten gebräuchlichen Mittel. Marburg 1800
- Einleitung zur Pflanzen-Kunde. Marburg 1798
- Methodus plantas horti botanici et agri Marburgensis. Marburg 1794
- Systematische Lehre von denen gebräuchlichsten einfachen und zusammengesezten Arzney-Mitteln. Marburg 1792-95
- Verzeichniß ausländischer Bäume und Stauden des Lustschlosses Weissenstein bey Cassel. Fleischer, Frankfurt, Leipzig 1785
- Bemerkungen über einige einfache und zusammengesetzte Arzneymittel. Fleischer, Frankfurt 1781
- Enumeratio plantarum indigenarum Hassiae praesertim inferioris. Kassel 1777

## Riconoscimenti

### Eponimi
- (Caryophyllaceae) Moenchia Ehrh.[1][2][3]
- (Caryophyllaceae) Cerastium moenchia Peterm.[4]

| Moench è l'abbreviazione standard utilizzata per le piante descritte da Conrad Moench. Consulta l'elenco delle piante assegnate a questo autore dall'IPNI. |